# Cshe

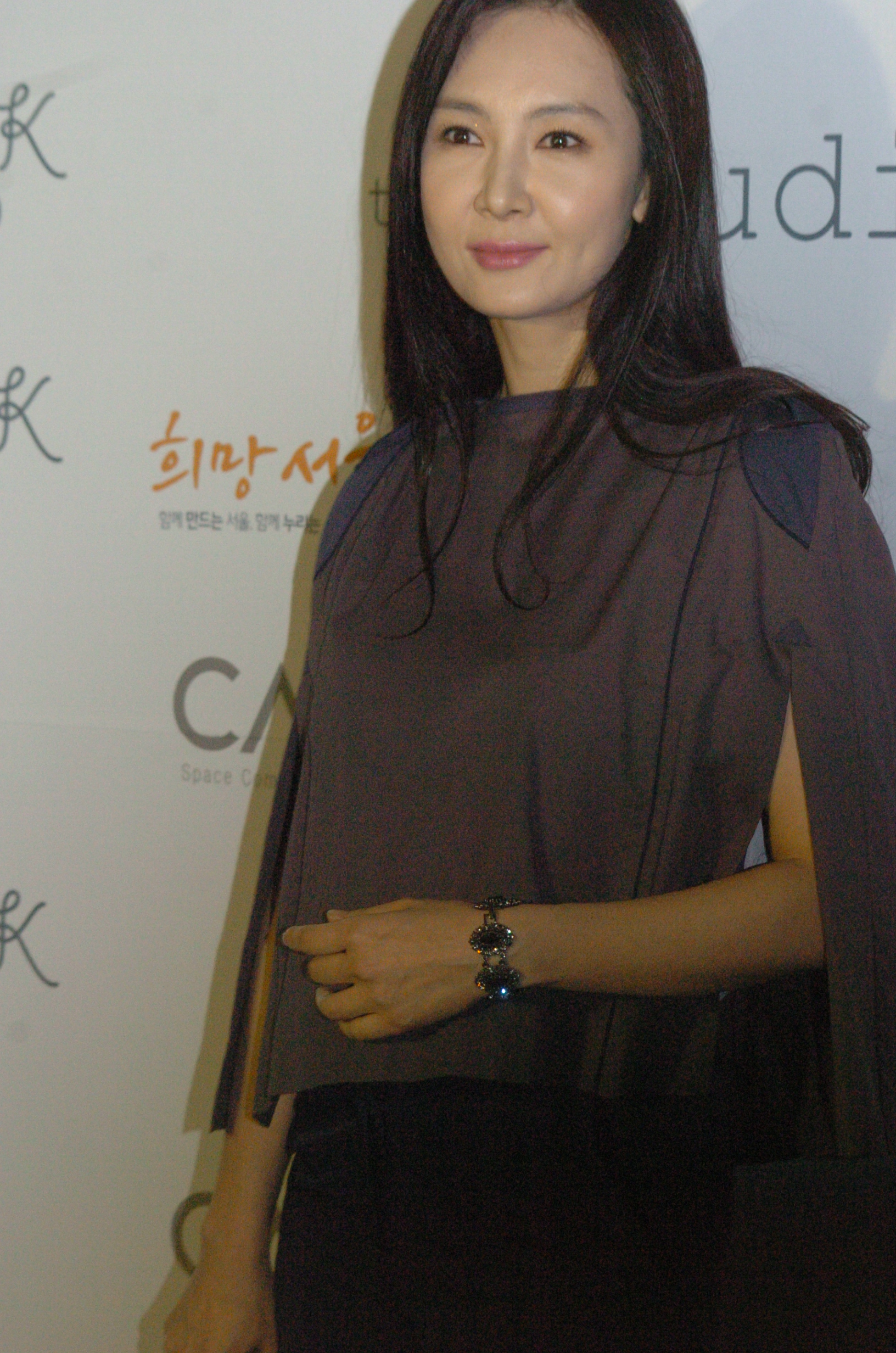
Cshe Sira (Chae Si-ra) dél-koreai színésznő a phjonggangi Cshe klánból

A Cshe (Chae) (nyugaton gyakran Chae, Chei vagy Chai) koreai vezetéknév.

## Klánok
A 蔡 (kínai: Caj (Cài)) handzsához (hanjához) tartozó 4 klán kb. 128 000 főt számlál, a 菜 (kínai: Caj (Cài)) írásjegyű 2 klán kb. 3400 főt, a 采 (kínai: Caj (Cǎi)) írásjegyű joszani (yeosani) klán pedig kb. 1700 főt. Ez utóbbi a Szong (Song) (송; 宋) név téves lejegyzéséből keletkezett, így vált ki a joszani Szong (yeosani Song) klánból.
A legnagyobb klán a phjonggangi (평강, pyeonggangi), akik a családfájukat a Korjo (Goryeo)-korban élt Cshe Szongnjon (채송년, Chae Song-nyeon) hivatalnokhoz vezetik vissza.
- Cshe (채, 蔡, Chae):
  - phjonggangi (평강, pyeonggangi) klán 84 877 fő (2015)
  - incshoni (인천, incheoni) klán 43 387 fő (2015)
  - kvangdzsui (광주, gwangjui) klán 418 fő (2000)
  - umszongi (음성, eumseongi) klán 248 fő (2000)
- Cshe (채, 菜, Chae):
  - jongjangi (영양, yeongyangi) klán 1816 fő (2000)
  - csindzsui (진주, jinjui) klán 1627 fő (2000)
- Cshe (채, 采, Chae):
  - joszani (여산, yeosani) klán 1666 fő (2000)